# Synclétique d'Alexandrie

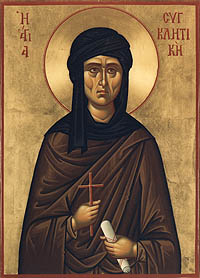
Icône orthodoxe de Synclétique

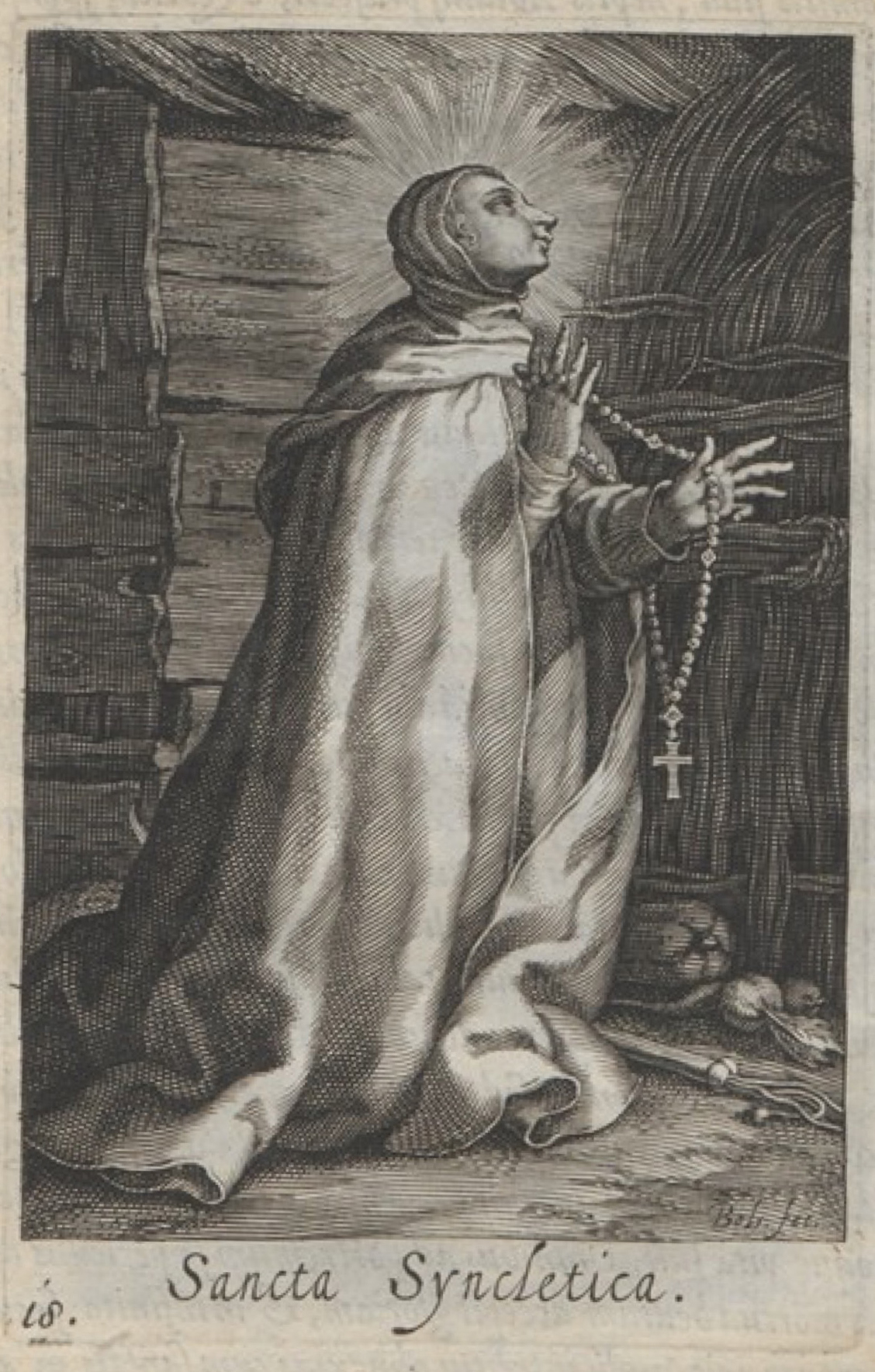
Synclétique vue par le graveur néerlandais Boëtius Adams Bolswert au début du XVIIe siècle.

Synclétique d'Alexandrie (En grec Συγκλητική / Synkletikḗ) est une sainte chrétienne et mère du désert de l'Égypte romaine qui a vécu au IVe siècle.

## Sources
Elle est connue à travers une Vita S. Syncleticæ, une hagiographie grecque prétendument écrite par Athanase d'Alexandrie (mort en 373), mais qui n'a vraisemblablement pas été rédigée avant 450. Elle y est nommée Amma Syncletica. Vingt-huit paroles des Apophtegmes des Pères du désert, compilées vers 480-500, sont également attribués à cette anachorète. Aucune autre source ne permet d'attester son existence historique.
Des éléments de la pseudo-Athanasienne Vita S. Syncleticæ ont été combinés avec des détails des Apophtegmes des Pères du désert et des traditions associées à Théodora d'Alexandrie pour former la vie d'une sainte du Ve siècle nommée Apollinaris Syncletica (en).

## Récit hagiographique
Synclétique serait issue d'un milieu riche et est réputée être très belle. Dès son enfance, elle aurait été amenée à consacrer sa vie à Dieu. Au décès de ses parents elle aurait donné aux pauvres tout ce qui lui restait. Avec sa sœur cadette aveugle, Synclétique abandonne la vie citadine et réside dans une crypte ou un tombeau, adoptant ainsi un mode de vie erémitique. Elle attire alors l'attention des habitants et, progressivement, de nombreuses femmes la rejoignent pour vivre sous sa direction spirituelle. Elle meurt dans sa quatre-vingtième année, vers l'an 350 de notre ère[réf. nécessaire].

## Culte
Amma Syncletica est considérée comme une Mère du désert et ses paroles sont consignées avec celles des Pères du désert. Elle est commémorée le 5 janvier par l'Église orthodoxe orientale, les Églises catholiques orientales et l'Église catholique romaine. Synclétique est honorée, avec Sarah du Désert et Théodora d'Alexandrie, d'une fête dans le calendrier liturgique de l'Église épiscopale des États-Unis d'Amérique le 5 janvier.

## Voir également